# South Pittsburg
South Pittsburg város az USA Tennessee államában, Marion megyében. Lakosainak száma 3106 fő (2020. április 1.).

## Népesség
A település népességének változása:

| 2010 | 2 992 |
| 2020 | 3 106 |